# Електронна денс музика
Електронната денс музика (на английски: electronic dance music), или просто и ди ем (среща се също и денс/клубна музика), е широк спектър от електронни музикални жанрове, създадени до голяма степен за нощни клубове, рейв мероприятия и фестивали. Обикновено се продуцира за да се пуска от дисководещи, които създават селекции от песни, смесени едни в други без прекъсване между тях или така нареченият микс. Някои от продуцентите на EDM изпълняват музиката си на живо предимно с електронни инструменти в концертна или фестивална обстановка.
В края на 1980-те и началото на 1990-те години, след появата на рейва, пиратските радиостанции и повишеният интерес към клубната култура, EDM постига голяма популярност в Европа. В САЩ по това време приемането на денс култура не е универсално, въпреки че електро и хаус музиката в Чикаго са влиятелни както в Европа, така и в САЩ. Все пак, основните медии и звукозаписната индустрия там остават открито враждебни към нея. Съществува, също така, възприемана връзка между EDM и културата на наркотиците, което кара правителствата да приемат закони и политики на държавно и градско равнище, предназначени да спрат разпространението на рейв културата.
Впоследствие, през новото хилядолетие популярността на EDM нараства в световен мащаб, до голяма степен в Австралия и Съединените щати. В началото на 2010 г. терминът „електронна денс музика“ и инициалите „EDM“ се лансират от американската музикална индустрия и музикалната преса в опит да се промени образът на американската рейв култура. Въпреки опита на индустрията да създаде специфична EDM марка, инициалите остават в употреба като общ термин за множество жанрове, включително танцов поп, хаус, техно, тренс, дръм-енд-бейс, дъбстеп, трап, както и съответните им поджанрове.

## История
През последните 40 години са се развили различни EDM жанрове; хаус, техно, танцов поп и.т.н. Стилистично изменение в рамките на установен EDM жанр може да доведе до появата на това, което се нарича поджанр. Хибридизацията, при която се комбинират елементи от два или повече жанра, може да доведе до появата на изцяло нов жанр на EDM.

### Предшественици
В края на 1960-те групи като Silver Apples създават електронна музика, която е била предназначена за танцуване. Други ранни примери за музика, повлияла на по-късната електронна денс музика, включва ямайската дъб музика през края на 1960-те до 1970-те години, синтезаторната диско музиката на италианския продуцент Джорджо Мородер в края на 1970-те и електропопът на Крафтверк (Kraftwerk) и Жълтият Магически Оркестър (Yellow Magic Orchestra) в средата и до края на 1970-те години.

#### Дъб
Авторът Майкъл Виъл счита дъб музиката, която е ямайска музика, произтичаща от коренното реге и звукосистемната култура и процъфтявала между 1968 и 1985 г., за една от важните предшественици на съвременната електронна денс музика. Дъб продукциите били преработени реге песни, които подчертавали ритъма, фрагментираните лирически и мелодични елементи и отзвучаващите структури. Музиката е въведена от студийни инженери, като Силвън Морис, Кинг Тъби, Ерол Томпсън, Лий „Скреч“ Пери и Ученият. Техните продукции включвали форми за редактиране на магнитни ленти и обработка на звук, които Виъл смята за сравними с техниките използвани в конкретната музика (Musique concrète). Продуцентите на дъб музика са правили импровизирани деконструкции на съществуващи многоканални реге миксове, като използвали студийния смесителен пулт като инструмент за изпълнение. Те също така извели на преден план пространствени ефекти като реверберация и закъснение чрез творческото използване на изходното изпращащо маршрутизиране на звука. Продуктът Пространствено Ехо (Space Echo), произведен от компанията Роланд, се е използвал широко от продуцентите на дъба през 1970-те години за ефектите ехо и закъснение.
Въпреки ограниченото електронно оборудване, достъпно за инициаторите на дъб музиката като Кинг Тъби и Лий „Скреч“ Пери, техните експерименти в културата на преработването на песни са били музикално авангардни. Ембиънтен дъб е бил въведен от King Tubby и други ямайски звукови изпълнители, използвайки ембиънтна електроника вдъхновена от дисководещи, в комплект с електронни ефекти като отпадане, ехо, изравняване и психеделични такива. Този вид дъб се отличава с наслояващи техники и е включвал елементи от световната музика, обширни басови линии и хармонични звуци. Използвали са се и техники като продължително закъснение на ехото.

#### Хип-хоп
Хип-хоп музиката оказва известно влияние в развитието на електронната денс музика след 1970-те години. Вдъхновен от ямайската звукосистемна култура, ямайско-американският дисководещ Кул Хърк (Kool Herc) вкарва в употреба големи високоговорители с подсилен бас в Бронкс. Забавите му са прочути с това, че са започнали хип-хоп движението в Ню Йорк през 1973 г. Техника, разработена от Кул Хърк, която става популярна в хип-хоп културата, е била да се пускат две копия на един и същ запис на два грамофона с редуване когато в една от песните има пауза. Тази техника е била допълнително използвана за да се направи ръчно лупинг на чисто барабанна фраза водещо до това, което по-късно е наречено брейкбийт.
Грамобълизмът (Turntablism) има произход от изобретението на грамофона с директно задвижване от Шуичи Обата, инженер в Мацушита (сега Панасоник). През 1969 г. Мацушита го пуска като SP-10 и е първият грамофон с директно задвижване на пазара и първият от тяхната влиятелна серия Техникс. Най-влиятелният грамофон е Техникс SL-1200, който е разработен през 1971 г. от екип ръководен от Шуичи Обата в Мацушита, който след това го пуска на пазара през 1972 г. През 1980-те и 1990-те години хип-хоп дисководещите използват тези грамофони като музикални инструменти сами по себе си и виртуозната им употреба се развива в творческата практика наречена грамобълизъм.

#### Диско
През 1974 г. ранният дискотечен хит на Джордж Маккрей „Рок Йор Бейби“ е един от първите записи, които използват ранен модел барабанна машина на Роланд. Използването на барабанни машини в диско продукцията е повлияно от „Семейна афера“ (Family Affair) (1971 г.) на „Слай енд дъ Фемили Стоун“, като ритъмът му също се наблюдава в „Рок Йор Бейби“ на Маккрей и „Защо да не можем да живеем заедно“ (Why Can't We Live Together) на Тими Томас (1972 г.). Диско продуцентът Биду използва синтезатори в няколко диско песни от 1976 до 1977 г., включително „Бионично буги“ (Bionic Boogie) от Рейн Форест (1976 г.), „Душевно примамване“ (Soul Coaxing) (1977 г.), Източен мъж (Eastern Man) и Футуристично пътуване (Futuristic Journey) (записани от 1976 до 1977 г.).
Изпълнители като Дона Съмър, Шик (Chic), „Земя, вятър и огън“ (Earth, Wind, and Fire), „Гореща вълна“ (Heatwave) и Вилидж Пийпъл са помогнали да се дефинира звукът на дискотеката в края на 1970-те. През 1977 г. Джорджо Мородер и Пийт Беллот продуцират „Чувствам любов“ за Дона Съмър. Той става първият добре познат дискотечен хит, който има изцяло синтезиран съпровод. Други диско продуценти и най-известният американски продуцент Том Моултън, грабнали идеи и техники от дъб музиката (която дошла с увеличената миграция от Ямайка към Ню Йорк през 1970-те години), за да предоставят алтернативи на доминиращия прав 4/4-ти тактов стил. През началото на 1980-те години популярността на диско музиката рязко спада в Съединените щати и тя престава да се използва от големите американски звукозаписни компании и продуценти. Евродиското обаче продължава да се развива на широката преобладаваща музикална поп сцена.

#### Синтпоп
Синтпопът (съкратено от „синтезаторен поп“ и наричан още „технопоп“) е поджанр на новата вълнова музика, който за първи път става известен в края на 1970-те години и представя синтезатора като един от най-главните музикални инструменти. Той е предшестван през 1960-те и началото на 1970-те години от използването на синтезатори в прогресивния рок, арт рока, диското и по-специално в краутрока от групи като Крафтверк. Възниква като отделен жанр в Япония и Великобритания по време на след-пънковата ера като част от движението на новата вълна от края на 1970-те до средата на 1980-те години.
Първите инициатори на ранния синтпоп са били японската група „Жълтият Магически Оркестър“ (Yellow Magic Orchestra) и британските групи Ултравокс, „Човешка Лига“ (Human League) и „Русите Берлинци“ (Berlin Blondes). Групата „Човешка Лига“ използва монофонични синтезатори за произвеждане на музика с прост и суров звук. След пробива на Гари Нюман в класацията за индивидуални песни във Великобритания през 1979 г., голям брой изпълнители започват да се радват на успех със синтезаторното си звучене в началото на 1980-те години, включително и дебютанти от края на 1970-те години като Япония, „Оркестрови Mаневри в Tъмното“ (Orchestral Manoeuvres in the Dark) и новодошлите такива като Депеш Мод и Юритмикс. В Япония, успехът на „Жълтият Магически Оркестър“ отваря път на синтпоп групи като Модел П, Плестикс и Хикашу. Разработването на евтини многофонични синтезатори, появата на ЦИМИ (MIDI) и използването на танцови ритми води до по-търговския и достъпен звук на синтпопа. Следователно, приемането му от стилонасочени групи от новото романтично движение, заедно с възхода на музикалната телевизия ЕмТиВи (MTV), дава успех в Съединените щати на голям брой британски синтпоп групи като Дюран Дюран и Шпандау Балет.
Използването на цифрови звукоизвадки (sampling) и лупинги в популярната музика е въведено от японската група за електронна музика „Жълтият Магически Оркестър“ (ЖМО). Техният подход към звукоизвадките е бил предшественик на съвременния подход за изграждането на музика чрез изрязване на фрагменти от звуци и превръщайки ги в лупинги с помощта на компютърна технология. В песента им „Компютърна игра/Фишек“ от 1978 г. вмъкват мелодия на Мартин Дени заедно със звукоизвадки от видеоиграта Спейс Инвейдърс. Техноделик от 1981 г. представя използването на цифрови звукоизвадки в популярната музика като първи албум състоящ се предимно от звукоизвадки и лупинги. Албумът е създаден с помощта на цифров семплер LMD-649 на Тошиба-EMI, който инженер Кенджи Мурата изработил по поръчка за ЖМО. LMD-649 също е използван за звукоизвадки от други японски синтпоп музиканти в началото на 1980-те години, включително и от групи свързани с ЖМО като Чиеми Манабе и Лоджик Систем.

### Денс музика през 1980-те
Появата на електронната денс музика през 1980-те години се оформя от разработването на няколко нови електронни музикални инструменти, особено на японската компания Роланд. Роланд TR-808 (често съкратено на 808) играе важна роля в еволюцията на денс музика, след като „Планетен рок“ (1982) на Африка Бамбаатаа го прави много популярен на дансингите. Парчето, което също включва мелодична линия от Транс-Европа Експрес на Крафтверк, допринася за развитието на електронната денс музика и поджанрите като Маями Бейс и Детройт Техно и популяризира 808 като „основният елемент на футуристичния звук“. Според списанието Слейт, „Планетен рок“ „не е поставил толкова много 808 на картата, колкото да е преориентирал целия свят на след-дисковата денс музика около него“. Инструментите Роланд TR-909, TB-303 и Джуно-60 също са повлияли на електронната денс музика като техно, хаус и есид.

#### След-дискова
По времето на след-дисковата ера и последвалата реакция срещу диското, започнала в средата и до края на 1979 г., която в Съединените щати довела до граждански размирици и бунтове в Чикаго, известни още като „Нощта за унищожаване на диското“, на източното крайбрежие на САЩ започнало да се появява съпротивно движение на олекотена музика, вдъхновена от диското, отличавайки се с коренно различни звуци. Тази нова сцена се е наблюдавала предимно в градския район на Ню Йорк и първоначално се ръководила от съвременни градски артисти, които реагирали на свръхтърговизацията и последвалата гибел на диско културата. Звукът, който се е появил, произлизал от П-Фънк, електронното диско, дъб музиката и други жанрове. Голяма част от музиката продуцирана през това време, подобно на диското, е била за пазара задвижван от продажбата на индивидуални песни. По това време творческият контрол започнал да се прехвърля към независими звукозаписни компании, по-малко утвърдени продуценти и клубни дисководещи. Други танцови стилове, които стават популярни през след-дисковата ера са танцов поп, буги, електро, хай енерджи, италодиско, хаус и техно.

#### Електро
В началото на 1980-те години електрото (съкратено от „електрофънк“) се появило като сливане на жанровете електро-поп, фънк и буги. Наричано също електрофънк или електробуги, но по-късно съкратено на електро, инициаторите му включват Рюичи Сакамото, Африка Бамбаатаа, Зап, Д. Трейн и Синамън. Ранният хип-хоп и рап в комбинация с германски и японски влиятелни електропоп групи като Крафтверк и Жълтият Магически Оркестър (ЖМО), вдъхновили раждането на електрото. С развитието на електронния звук, инструменти като бас китарата и барабаните били заменени от синтезатори и най-вече от емблематичните барабанни машини като Роланд TR-808 и Йамаха DX7. Ранните употреби на TR-808 включват няколко парчета на ЖМО през 1980 – 1981 г., песента „Планета рок“ на Африка Бамбаатаа от 1982 г. и песента „Сексуално изцеление“ от 1982 г. на Марвин Гей. През 1982 г. продуцентът Артър Бейкър, заедно с Африка Бамбаата, пускат творческата песен „Планета рок“, която била повлияна от ЖМО и използвала звукоизвадки от Крафтверк и имала ударни ритми, предоставени от TR-808. „Планета рок“ била последвана по-късно през същата година от друго пробивно електро парче със заглавието „Нънк“ на Уорп 9. През 1983 г. Хашим създава електрофънков звук с „Aл-Наафиш (Душата)“, който оказал влияние на Хърби Хенкок, което довело до неговата хитова индивидуална песен „Рокит“ в същата година. Началото на 1980-те се смятат за основния връх на електрото. Според автора Стив Тейлър, „Планета рок“ на Африка Бамбаатаа служи като „модел за всяка интересна денс музика оттогава“.

#### Хаус музика
В началото на 1980-те в Чикаго, радио дисководещите „Дъ Хот Микс 5“ и клубните такива Рон Харди и Френки Нъкълс са пускали различни стилове на денс музика, включително по-стари диско записи (най-вече Фили диско и от издателя Салсоул), електрофънк парчета на изпълнители като Африка Бамбаата, по-новото италодиско, Би Бой хип-хоп музиката на Мен Периш, Джелибийн Бенитес, Артър Бейкър и Джон Роби, както и електронната поп музика на Крафтверк и ЖМО. Някои направили и пуснали свои собствени версии на любимите си песни на магнитна лента, а понякога смесвали в тях ефекти, барабанни машини и други ритмични електронни инструментации. Хипнотичната електронна денс песен „И все така“, продуцирана през 1984 г. от чикагския дисководещ Джеси Сондърс съвместно с Винс Лоуренс, е имала елементи, които се превърнали в съставната част на ранния хаус звук, като бас синтезатора Роланд TB-303 и минимални вокали както и барабанната машина Roland (по-конкретно TR-808) и синтезаторът Корг (по-специално Поли-61).
„И все така“ понякога се цитира като първата хаус песен, въпреки че са цитирани и други примери от онова време, като „Музиката е ключът“ (1985) на Джей Ем Силк. Хаус музиката се разпространила бързо в други американски градове като Детройт, Ню Йорк и Нюарк и всички те разработили свои регионални сцени. В средата и до края на 1980-те хаус музиката станала популярна в Европа, както и в големите градове на Южна Америка и Австралия. Чикаго хаус претърпял известен търговски успех и в Европа с издадени песни като „Хаус нация“ от Хаус Мастър Бойз и Рууд Бой оф Хаус (1987). След това, редица издадени песни вдъхновени от хауса, като „Усили звука“ на МАРРС (1987), „Тема от Ес Експрес“ на Ес Експрес (1988) и „Лекуване на къщата“ на Колдкът (1988) влизат в поп класациите.
Електронната инструментация и минималният аранжимент в албума от 1982 г. с индийска рага музика изпълнена като диско, озаглавен „Синтезиране: десет раги в диско ритъм“ на Чаранджит Синг, предшествал звученето на есид хаус музиката, но не е известно, че е имал влияние в жанра преди преоткриването на албума през 21 век.

#### Техно, есид хаус, рейв
В средата на 1980-те хаус музиката процъфтява на малкия балеарски остров Ибиса. Балеарският звук бил духът на музиката, разпространила се от острова по това време. Комбинацията от стари рок плочи, поп, реге и диско песни, заедно с „всичко може“ поведение, направили Ибиса център на предизвикано от наркотици музикално експериментиране. Клуб на име Амнезия заедно с главния дисководещ Алфредо Фиорито, инициатор на балеарски хаус, е бил център на сцената. Амнезия станал известен в цяла Европа и от средата до края на 1980-те привличал хора от целия континент.
До 1988 г. хаус музиката била най-популярният стил на клубна музика в Европа, като есид хауса се развил като забележителна тенденция във Великобритания и Германия през същата година. Във Великобритания, установена подкултура на складовите забави, съсредоточена върху британската африканско-карибска звукосистемна сцена, подхранвала задкулисни след-забави на които се пускала само денс музика. Също през 1988 г. балеарското забавно настроение, свързано с дисководещия Алфредо от Ибиса е пренесено в Лондон, когато Дени Ремплинг и Пол Оукенфолд отворили съответно клубовете Шум и Спектрум. И двете места станали синоними на есид хауса и именно през този период „Екстази“ придобил известност като наркотик за забави. Други важни британски клубове били „Бек то Бейсикс“ в Лийдс, „Шефилдската Оловна и Музикална Фабрика“ и „Дъ Хасиенда“ в Манчестър, където мястото на Майк Пикъринг и Грейм Парк, наречено Нюд, било важно опитно поле за американската задкулисна денс музика. Успехът на хауса и есид хауса проправил път на детройтското техно, което първоначално било подкрепяно от шепа клубове за хаус музика в Чикаго, Ню Йорк и Северна Англия, като клубовете в Детройт ги настигнали по-късно. Терминът „техно“ за първи път влязъл в употреба след издаването на сборен албум от 10 Рекърдс/Върджин Рекърдс, озаглавен „Техно: танцовият звук на Детройт“ през 1988 г.
Една от първите продукции в Детройт, която получила по-широко внимание, била „Струни на живота“ (1987) на Дерик Мей, която заедно с предишната негова издадена песен „Гола снимка“ (1987), спомогнала за вдигане на реномето на техното в Европа, особено във Великобритания и Германия по време на подема на хаус музиката през 1987 – 1988 г. Това става и най-известната песен на Мей, която според Франки Нъкълс „Просто се взриви. Беше като нещо, което не можете да си представите, видът на силата и енергията, които хората взеха от тази песен, когато беше чута за първи път. Майк Дън казва, че не разбира как хората могат да приемат песен, която няма написана бас линия.“ Според британския дисководещ Марк Мур, „Струни на живота“ е карала хората от лондонските клубове да приемат хауса: „защото повечето хора мразеха хаус музиката и всичко беше само редки ритми и хип-хоп ... Пусках „Струни на живота“ в Мъд Клъб и изчиствах дансинга“. До края на 1980-те интересът към хауса, есид хауса и техното ескалирал на клубната сцена, а купонджиите, подхранвани от Екстази и изправени пред час за затваряне в 2 часа след полунощ във Великобритания, започнали да ходят на складовите забави, които траели цяла нощ. В рамките на една година, през лятото на 1989 г., до 25 000 души наведнъж присъствали на търговско организирани задкулисни забави, наричани рейвове.

### Денс музика през 1990-те

#### Тренс
Тренсът се появил от рейв сцената във Великобритания в края на 1980-те и се развил повече в началото на 1990-те в Германия, преди да се е разпространил в цяла Европа, като по-мелодично разклонение на техното и хауса. Докато тренс музиката се развивала в Европа, жанрът също събирал последователи и в индийския щат Гоа. Трансът е предимно инструментален, макар че може да има и вокали – обикновено те се изпълнявали от солисти варирайки от мецосопрано до сопрано, често без традиционна куплетова/припевна структура. Структурираната вокална форма в транса представлявала основата на вокалния тренс поджанр, който е описан като „грандиозен, извисяващ се и оперен“ и като „ефирни женски вокали, носещи се сред синтезаторите“. Тренс музиката била разделена на редица поджанри, включително есид тренс, класически тренс, твърд тренс, прогресивен тренс и ободряващ тренс. Ободряващият тренс бил известен още като химнов тренс, епичен тренс, търговски тренс, стадионен тренс или еуфоричен тренс и бил силно повлиян от класическата музика през 1990-те и 2000-те от водещи изпълнители като Фери Корстен, Армин ван Бюрен, Тиесто, Пуш, Ренк 1 и понастоящем с развитието на поджанра „оркестрален ободряващ тренс“ или „ободряващ тренс със симфоничен оркестър“ от такива изпълнители като Енди Блумен, Сиро Визоне, Саундлифт, Арктик Муун, Сергей Невон & Саймън О'Шайн и др. Тясно свързан с ободряващия тренс е евротрансът, който се превърнал в общ термин за голямо разнообразие от силно повлияната от търговия европейска денс музика. Няколко поджанра са били кръстосани с други основни жанрове на електронната музика. Например, тех-тренс е смесица от тренс и техно, а вокалният тренс „комбинира прогресивните елементи на транса с поп музиката“. Жанрът „мечтателен тренс“ се зародил в средата на 1990-те години, като популярността му тогава се водила от Робърт Майлс.
ОлМюзик пише за прогресивния тренс: „прогресивното крило на трансовите последователи водеше директно към по-търговски, ориентиран към класации звук, тъй като трансът никога не е бил представян много в музикалните класации. Подчертавайки по-гладкия звук на евроденса или хауса (и от време на време по-напомнящ на Жан Мишел Жар, отколкото на Бейсмент Джекс), прогресивният тренс стана звука на световните дансинги в края на хилядолетието. Критиците осмивали фокусирането му върху предсказуемите музикални разграждания и относителната липса на умения за смесване на ритмите, но прогресивният тренс бил прекалено много пускан от най-популярните дисководещи."

#### Брейкбийт хардкор, джънгъл, дръм енд бейс
До началото на 1990-те в рамките на рейв сцената се развил музикален стил, който имал идентичност различаваща се от американския хаус и техно. Тази музика, подобно като на хип-хопа преди нея, комбинирала звукоизвадки от синкопирани ритми (начупени ритми) и от различни музикални жанрове, музика, филмови диалози, ефекти и телевизионни програми. В сравнение с по-ранните стилове на денс музика като хауса и техното, така наречената „рейв музика“ имала тенденция да подчертава басите и да използва по-бързо темпо или удари в минута (УВМ). Този поджанр е бил известен като „хардкор“ рейв, но още от 1991 г. някои музикални парчета съставени от тези начупени ритми с високо темпо, подчертани басови линии и звукоизвадки от по-стара ямайска музика, са били наричани „джънгъл техно“ – жанр, повлиян от Джек Смуут и Бейсмент Рекърдс, а по-късно просто „джънгъл“, Бива признат за отделен музикален жанр, популярен при рейвовете и пиратското радио във Великобритания. Важно е да се отбележи, обсъждайки историята на дръм енд бейс, че преди джънгъла, рейв музиката ставала все по-бърза и по-експериментална.
До 1994 г. джънгълът започнал да придобива преобладаваща популярност и почитателите му (често наричани джънглисти) станали по-разпознаваема част от младежката субкултура. Жанрът допълнително се развивал, включващ и сливащи се елементи от широк спектър от съществуващи музикални жанрове, като рагамъфин, денсхол, скандирания на конферансиета, дъб бас линии и все по-сложни, силно редактирани начупени ритми. Въпреки че принадлежал към рейв сцената подхранвана от наркотика екстази, понякога джънгълът също бил свързван с насилие и престъпна дейност, както от културата на уличните банди, засегнала британската хип-хоп сцена, така и като следствие от често агресивния си или заплашителен звук и теми на насилие (обикновено отразявал се в избора на звукоизвадки). Това обаче се развивало заедно с често позитивната репутация на музиката, като част от по-широката рейв сцена и денсхоловата ямайска музикална култура разпространена в Лондон. До 1995 г., като реакция на или независимо от този културен разкол, някои продуценти на джънгъла започнали да се отдалечават от повлияния от рага стил, и създали това, на което колективно било дадено името дръм енд бейс.

### Денс музика през 21 век

#### Дъбстеп
Дъбстеп е жанр на електронната денс музика възникнал в Южен Лондон в края на 1990-те. Обикновено се характеризира с разредени, синкопирани ритмични структури с басови линии, които имат изявени суббасови честоти. Стилът се появил като разклонение на жанра „Великобританкси гараж“, взимайки идеии от сродни стилове като ту-степ, дъб реге, джънгъл, начупен ритъм, и грайм. Във Великобритания произходът на жанра може да се проследи обратно до развитието на забавната сцена на ямайската звукова система в началото на 1980-те.
Най-ранните издадени песни на дъбстеп са от 1998 г. и обикновено се представят като Б-страни на индивидуално издадената ту-степ музика. Тези песни били по-мрачни и по-експериментални преработки с по-малко наблягане върху вокалите и се опитали да слеят елементи от брейкбийт и дръм енд бейс в ту-степа. През 2001 г. този и други видове на мрачната ту-степ музика започват да се демонстрират и популяризират в лондонския нощен клуб Плестик Пийпъл, по време на събитието „Форуърд“ (понякога стилизирано като FWD >>), което продължило да оказва значително влияние върху развитието на дъбстепа. Терминът „дъбстеп“ като музикален жанр започва да се използва от около 2002 г. от музикални издатели като Биг Епъл, Амюнишън и Темпа, като по това време стиловите тенденции, използвани при създаването на тези преработени песни, започнали да стават по-забележими и отличителни от ту-степа и грайма.

#### Електро хаус
Електро хаусът е разновидност на хаус музиката, характеризиращ се с откроена басова линия или голям барабан и темпо между 125 и 135 удара в минута (УВМ), но обикновено то е 128. Произходът му е повлиян от електрото, електроклеша, електропопа, синтпопа и техно хауса. Терминът е използван за описание на музиката на много класирани в топ 100 дисководещи като Димитри Вегас & Лайк Майк, Хардуел, Скрилекс, и Стийв Еоки. Италианският дисководещ Бени Бенаси с песента си „Удоволствие“, издадена през 2002 г., се смята за предшественик на електро хауса, като го извежда на преобладаващата музикална сцена. Към средата на 2000-те електро хаусът отбелязва увеличение на популярността си с хитове като преработката на „Аз виждам момичета“ от Студио Б на Том Невил през 2005 г. (№11 във Великобритания). През ноември 2006 г., електро хаусовите песни „Вдигнете ръце за Детройт“ от Фед Льо Гранд и преработената такава „Да, да“ от „Бодирокс и Лусиена“ на Д. Рамирес задържат съответно места номер едно и номер две в класациите на топ 40 във Великобритания. Оттогава са се появили и електро хаус продуценти като Фиид Ми, Найф Парти, Дъ Ем Машин, Портър Робинсън, Ясутака Наката и Дада Лайф.

#### Трап музика
Трап музиката е произлязла от техно, дъб и нидерландски хаус, но също и от южен хип-хоп в края на 2000-те и началото на 2010-те. Тази музика може да бъде опростена чрез тези три характеристики: „1/3 хип-хоп (темпото и структурата на песните са сходни, и повечето песни обикновено са между 70 – 110 УВМ) – с вокалите понякога транспонирани надолу, 1/3 денс музика – високотонови елементи от нидерландски синтезатор, звукоизваждане от Хардстайл, както и изобилие от трап преработки на популярни ЕТМ песни, и 1/3 дъб (с фокус върху ниската честота и силен акцент върху повтаряемостта в цялата песен).“ Част от изпълнителите, които популяризирали този жанр заедно с няколко други са продуценти като Ер Ел Грайм с песни като „Ядро“ и „Сцила“, издадени през 2014 г., Флострадамус с албума им „Радио Худинация“, издаден през 2015 г., и дисководещият Карнидж с парчето му „Появявам се“, издадено през 2012 г. Трап музиката в това си значение се характеризирала с „дълбоко емоционално звучащи синтезатори, Роланд 808, пан флейта, остри звуци на малки барабани и дълги, слети гласни“, които създавали мръсни и агресивни ритми с резултат от „мрачни мелодии“.

## Интернационално популяризиране
През май 2015 г. в търговския доклад на Международната Музикална Среща било изчислено, че световната индустрия за електронна музика достигнала близо 6,9 милиарда долара на стойност; броят включвал продажби на музика, приходи от събития (включително и от нощни клубове и фестивали), продажби на дисководещо оборудване, компютърни програми, и други източници на приходи. Докладът също така отбелязал няколко новоизникващи пазари за електронна денс музика, включително в Източна Азия, Индия и Южна Африка, приписвани предимно на инвестиции от местни, както и от американски и европейски интереси. Редица големи фестивали също започнали да се разширяват в Латинска Америка.
В Етиопия, ЕТМ става част от преобладаващата музика след пробива на младия изпълнител на име Рофнан през 2018 г., който смесва ЕТМ с традиционни ритми и мелодии. За неговите представления десетки хиляди младежи натъпквали стадионите в цялата страна, а радиостанциите започнали да свирят нововъзникналия жанр.
Китай е пазар, на който ЕТМ първоначално е направила относително малки напредъци въпреки че промоцителите вярвали, че най-вече инструменталната музика ще премахне метафоричната езикова бариера. Растежът на ЕТМ в Китай бил възпрепятстван от липсата на изявена рейв култура в страната и в други региони, както и от голямата популярност на родния китайски поп отколкото на чуждестранните артисти. Бившият изпълнителен директор на Юниверсъл Мюзик Ерик Джо, вдъхновен от развитието в САЩ, направил първите значими инвестиции в електронната музика в Китай, включително организирането на встъпителния фестивал „Буря“ в Шанхай през 2013 г. Постигнал да подпише договор за главно спонсорство на фестивала от марката Бъдуайзър на Енхойзър-Буш, започнал локално търсене на таланти и организиране на сътрудничество между продуценти на ЕТМ и китайски певци, като например „Изгубих себе си“ на Авичи и Уенг Лийхом. В следващите години в Китай започнали да се появяват по-голям брой от ЕТМ събития, а самият „Буря“ също бил предшестван от повече предзабави през 2014 г. отколкото във встъпителната година. Нов доклад, публикуван по време на първата Международна Музикална Среща в Китай през октомври 2015 г. разкрил, че китайската ЕТМ индустрия имала благоприлични печалби, позовавайки се на по-големия брой събития (включително нови големи фестивални марки като Модерно Небе и Ин Ян), както и 6% увеличение на продажбите на електронна музика в страната и значителния размер на цялостния пазар. Джо също вярва, че практическият политически климат в страната, както и инвестициите на Китай в културни събития, спомагат за „насърчаване“ на растежа на ЕТМ в страната.

## Популяризиране в САЩ
Първоначално, популяризирането на електронната денс музика било ограничено в Америка защото музиката се свързвала с европейската рейв и дискотечна култура. Към средата и до края на 1990-те това започнало да се променя, тъй като американската музикална индустрия полагала усилия да предлага на пазара редица танцови жанрове като „електроника“. По онова време вълна от електронни музикални групи от Великобритания, включително Продиджи, Кемикъл Брадърс, Фетбой Слим и Ъндъруърлд, била преждевременно свързана с „американска революция на електроника“. Но вместо да намерят основен успех, много утвърдени ЕТМ изпълнители били изпратени към краищата на американската индустрия. През 1998 г. албумът „Светлинен лъч“ на Мадона, силно повлиян от дискотечните музикални тенденции и продуциран с британския продуцент Уилям Орбит, довел денс музика до вниманието на музикалните слушатели. В края на 1990-те, въпреки медийния интерес на САЩ към денс музика, преименувана на „електроника“, американските продуценти на хаус и техно продължавали да пътуват в чужбина, за да установят кариерата си като дисководещи и продуценти.
До средата на 2000-те холандският продуцент Тиесто привлякъл вниманието на световното общество към ЕТМ, след като предоставил звукозаписа по време на влизането на спортисти на церемонията по откриването на летните олимпийски игри през 2004 г. – събитие, което вестникът Гардиън счита за едно от 50-те най-важни събития на денс музика. През 2003 г. влиянието на денс музика върху американското радио довела до това, че Билборд създава първата в историята си класация за денс музика. До 2005 г. известността на денс музика в популярната култура на Северна Америка значително се увеличила. Според списанието Спин, представянето на Дафт Пънк на фестивала Кочела през 2006 г. е било „преломната точка“ за ЕТМ – той представил дуото на ново поколение „рок деца“. Както било отбелязано от Ентъртейнмент Уикли, песента „Сексапилен гръб“ на Джъстин Тимбърлейк помогнала за въвеждането на ЕТМ в радиото, тъй като обединявала разновидности на електронната денс музика с ритмоблусовото звучене на певеца. През 2009 г. френският хаус музикант Дейвид Гета започнал да придобива известност в преобладаващата поп музика благодарение на няколко пресичащи се хитове влезли във връхни 40 класации като „Когато любовта завладява“ с Кели Роуланд, както и на сътрудничеството си с американски поп и хип-хоп артисти като Ейкън (Сексапилна кучка) и Блек Айд Пийс (Имам чувство). Интернетната страница за споделяне на музика, СаундКлауд, както и тази за видео споделяне, ЮТюб, също спомогнали за интереса към електронната музика. Продуцентът на дъбстеп, Скрилекс, популяризирал по-суров звук, наречен „Бростеп“, който е сравняван с агресията и тона на тежкия метъл.
С нарастващата популярност на електронната денс музика, промоцителите и заведенията осъзнали, че дисководещите могли да достигат до по-големи печалби отколкото традиционните музиканти; Дипло обяснил, че „група свири 45 минути а дисководещите могат да свирят в продължение на четири часа. Рок групите – има няколко звезди, които могат да свирят на места с капацитет от 3000 до 4000 души, но и дисководещите свирят там като те сменят тълпата два пъти и хората купуват напитки през цялата нощ на по-високи цени – това е печелившо за всеки.“ Фестивалите за електронна музика, като Електрик Дейзи Карнавал (ЕДК) в Лас Вегас и Ултра Мюзик Фестивал в Маями, също нараснали, като поставяли по-голям акцент върху оптическите преживявания и дисководещите, които започнали да придобиват ранг на знаменитости. Други основни изпълнители, които придобили известност, включително Авичи и Шведската Хаус Мафия, обиколили големи места като арени и стадиони, вместо нощни клубове и през декември 2011 г. Шведската Хаус Мафия станал първият изпълнител на електронна музика, който разпродал Медисън Скуеър Гардън в Ню Йорк.
През 2011 г. списанието Спин обявило „ново рейв поколение“, водено от изпълнители като Дейвид Гета, Дедмау5 и Скрилекс. През януари 2013 г. Билборд представило нова класация за танцови/електронни песни, насочена към ЕТМ, проследяваща връхните 50 електронни песни въз основа на продажби, радио ефир, клубни изсвирвания и интернетни потоци. Според Евентбрайт, почитателите на ЕТМ са по-склонни да използват социалните медии за откриване и споделяне на събития или концерти. Те също така открили, че 78% от почитателите казват, че е по-вероятно да присъстват на събитие, ако връстниците им го правят, в сравнение с 43% от почитателите като цяло. ЕТМ също има много млади и социални почитатели. До края на 2011 г., Мюзик Трейдс описва електронната денс музика като най-бързо развиващия се жанр в света. Елементите на електронната музика също станали все по-изявени в поп музиката. Радиото и телевизията също така допринесли за преобладаващото приемане на денс музика.

### Корпоративен интерес в САЩ
Корпоративното обединение в ЕТМ индустрията започнало през 2012 г. – особено отнасящо се до мероприятията на живо. През юни 2012 г., изпълнителният директор на медиите Робърт Ф. Х. Силерман – основателят на сегашната „Жива Нация“ – превърнал фирмата „ЕсЕфЕкс Забавления“ в ЕТМ конгломерат и обявил плана си да инвестира 1 милиард долара за придобиването на търговията с ЕТМ. Неговите придобивки включвали местни промоцители и фестивали (включително и фирмата „АйДи&Ти“, която организира „Утрешна Земя“), двама собственика на нощни клубове в Маями, и Бийтпорт – интернетен музикален магазин наблягащ на електронната музика. „Жива Нация“ придобила също така „Крем Компании“ и „Твърди Мероприятия“ и обявила „творческо партньорство“ с организаторите на „ИДиСи Безсънни Мероприятия“ през 2013 г., което ще ѝ позволи да получи достъп до средствата си, докато остане независима компания. Изпълнителният директор на „Жива Нация“, Майкъл Рапино определил ЕТМ като „нов рок-и-рол“.
Американският радиоконгломерат „АзОбичам Медия“ (предишният „Чист Канал Медия и Забавления“) също положил усилия да се приведе в съответствие с ЕТМ. През януари 2014 г. той наел британския дисководещ и БиБиСи Радио 1 личност Пийт Тонг да продуцира програми за марката си за танцово радио „Еволюция“ и обявил партньорство с ЕсЕфЕкс за съвместно продуциране на концерти на живо и оригинално програмиране ориентирано към ЕТМ за хитови радио станции. Президентът на „АзОбичам Медия“ Джон Сайкс обяснил, че иска имуществата на неговата компания да са „най-добрите места за ЕТМ“.
Големите марки също използвали феноменът ЕТМ като средство за насочване към хилядолетното поколение, а ЕТМ песни и изпълнители все по-често се появявали в телевизионни реклами и програми. Ръководителят на Авичи, Аш Пурноури сравнил тези практики с търговизацията на хип-хопа в началото на 2000-те. Хайнекен имал пазарни отношения с „Ултрамузикален Фестивал“ и включил нидерландските продуценти Армин ван Бюрен и Тиесто в своите рекламни кампании. „Енхайзър Буш“ имал подобна връзка като бирения спонсор на събитията на „ЕсЕфЕкс Забавления“. През 2014 г. 7Ъп започнала „7x7Ъп“ – многоплатформена кампания основана на ЕТМ, която включвала цифрово съдържание, реклама с участието на производители и рекламни сцени както на „Ултра“, така и на „Електрик Дейзи Карнавал“. Компанията за безжични носители Т-Мобил сключила споразумение с ЕсЕфЕкс, за да стане официален безжичен спонсор на нейните събития, и си съдружничила с „Над & Извън“, за да спонсорира турнето им през 2015 г.
През август 2015 г. ЕсЕфЕкс започнала да усеща спад в стойността си и неуспешно предложение от изпълнителния директор Силерман да направи компанията частна. Тя започнала да търси стратегически алтернативи, които биха могли да доведат до продажбата ѝ. През октомври 2015 г. Форбс обявило опасността от „пазарно надуване“ в ЕТМ сектора, след спада на „ЕсЕфЕкс Забавления“, забавяне на растежа на приходите, увеличаващите се разходи за организиране на фестивали и назначаване на таланти, както и пренасищане на фестивали в източните и западни Съединени щати. Главният изпълнителен директор на „Безсънни“ Паскал Ротела смятал, че индустрията ще преодолее финансовата несигурност на цялостния пазар, като се съсредоточи върху „иновациите“ и навлизането в нови пазари. Въпреки прогнозите, че интересът към популярната ЕТМ ще намалее, през 2015 г. тя се е оценявала в британски лири като 5,5 милиардна индустрия в САЩ, което е с 60% по-високо в сравнение с оценките за 2012 г.
ЕсЕфЕкс излиза от фалит през декември 2016 г. като ЛайвСтил, под ръководството на Ранди Филипс, бивш изпълнителен директор на ЕйИДжи Лайв.
През 2020 г. ЛайвСтил влиза в последната си фаза за възстановяване на първоначалните собственици на компаниите, придобити по време на управлението на ЕсЕфЕкс, или за продажбата им. Насърчителят отговорен за северозапада, Риект Представя, е бил продаден на ЛайвЕксЛайв и Дони купил компанията си „Диско Дони Представя“ обратно от ЛайвСтил.

### Критика на свръхкомерсиализацията
След популяризирането на ETM в Америка редица продуценти и дисководещи, включително Карл Кокс, Стив Лоулър и Маркъс Шулц, изразили опасения, че възприеманата свръхкомерсиализация на денс музика е повлияла на „изкуството“ на дисководенето. Кокс видял, че подходът „натисни бутона 'пусни'“, възприет от по-новите дисководещи на ЕТМ, не е характерен за това, което той нарича „етос на дисководещия“. Пишейки в Миксмег, дисководещият Тим Шеридан твърди, че „бутонните дисководещи“, които използват автоматична синхронизация и пускат предварително записани поредици от „очевидни хитове“, довели до ситуация, завладяна от зрелището, парите и шоутърговията.“
Някои хаус продуценти открито признали, че „търговската“ ЕТМ се нуждае от допълнително разграничаване и творчество. Авичи, чийто албум Наистина от 2013 г. включва песни с елементи от синьотревна музика, като водещата „Събуди ме“, заявил, че на повечето ЕТМ ѝ липсва „дълголетие“. Дедмау5 разкритикувал хомогенизацията на популярната ETM и споменал, че „всичко звучи едно и също“. По време на музикалния фестивал Ултра през 2014 г. Дедмау5 отправил критични коментари към многообещаващия ЕТМ изпълнител Мартин Герикс и по-късно пуснал редактирана версия на „Животни“ на Герикс, преработена с мелодията на „Старият МекДонълд имал ферма“. След това Тиесто разкритикувал Дедмау5 в Твитер, че „подигравателно“ смесвал Нива на Авичи със собствената му песен „Духове и вещи“.
През май 2014 г. комедийният сериал на ЕнБиСи „Събота вечер на живо“ пародирал стереотипите на ETM културата и бутонните дисководещи в краткотрайно видео озаглавено „Кога ще пусне баса?“. В него, един дисководещ се занимава с ежедневни дейности – играе компютърна игра, пържи яйца, събира пари – след което натиска гигантски бутон „БАС“, който експлодира главите на танцьорите.
След години на бърз растеж, популярният американски пазар за ETM започнал да намалява през 2016 г., когато редица изпълнители, известни с продуцирането на така наречения голямостаен електро хаус, започнали стилово да се разнообразяват. Това развитие е пряко споменато и от двама такива дисководещи – Дейвид Гета и Шоутек в сингел повлиян от техно, издаден през април 2016 г. и озаглавен „Смъртта на EТM“.

## Социално въздействие

### Фестивали
През 1980-те, електронната денс музика често се е пускала на незаконни подземни рейв забави, провеждани на тайни места като складове, изоставени хангари на самолети, полета и всякакви други големи, открити площи. През 1990-те и 2000-те, видовете на подземната рейв култура от 1980-те и началото на 1990-те години на миналия век започват да се превръщат в законни, организирани ЕТМ концерти и фестивали. Големите фестивали често представят голям брой изпълнители, представляващи различни EТМ жанрове, разпределени на няколко сцени. Фестивалите поставяли по-голяма важност върху оптическите зрелища като част от цялостното им преживяване, заедно със сложни основнотемни сценични оформления, сложни осветителни системи, лазерни представления и пиротехника. Рейв модата също се е развивала сред присъстващите, която „Дъ Гардиън“ определила като прогресиращ от 1990-те „бонбонен рейвист“ до „плъзгаща и сексуализирана, но също така имаща кичозно нереален образ по средата между Венециянския Плаж и Слънчевия Цирк, Уили Уонка и хомопарад на гордостта“. Тези събития се различавали от подземните рейвове по организирания си характер, често се провеждали на големи места и с мерки за осигуряване на здравето и безопасността на присъстващите. Роули Борнстийн от МТВ определил електронната музика като „новият рок и рол“, също както и организаторът на Лолапалуза Пери Феръл.
Рей Уадел от Билборд отбелязал, че фестивалните организатори са се справяли отлично с марковото им рекламиране. Доказано е, че по-големите фестивали оказват положително икономическо въздействие върху домакинските им градове. Ултра Музикалният Фестивал от 2014 г. е бил с 165000 посетители – и е събрал над 223 милиона долара за икономиката на региона Маями/Южна Флорида. Встъпителното издание на Утрешен Свят – основаният в САЩ вариант на фестивала Утрешна Земя от Белгия, събрал 85,1 милиона долара за района на Атланта – толкова приходи, колкото домакинството на Последните Четири на ЕнСиЕйЕй (националното първенство по университетски баскетбол в САЩ) по-рано през годината. ЕМК Лас Вегас стимулирал икономиката на окръга Кларк с 350,3 милиона долара само през 2015 г. и с над 405000 посетители за три дена (19 – 21 юни). Популярността на ЕТМ и фестивалите довела и до няколко жанрови фестивали, които не били силно свързани с електронната музика, като Кочела и Лолапалуза, да добавят още електронни изпълнители към състава си. Те често свирят на определени за ЕТМ сцени, но големи изпълнители като Дедмау5 и Келвин Херис са имали цялостни главни изяви на основните сцени на Лолапалуза и Кочела – места, които обикновено са свързвани с рок и алтернативна музика.
Ръсъл Смит от Дъ Глоуб енд Мейл смятал, че индустрията на търговските фестивали е антитеза към първоначалните принципи на рейв подкултурата, цитирайки „скъпите билети, гигантските корпоративни спонсори, културата на брата – мускулести момчета без тениски, които ходят из стадионите, и дребничките популярни момичета в бикини, които носят на раменете си – да не говорим за самата глупава музика." Лошите случаи, свързани с наркотиците, както и други оплаквания, свързани с поведението на техните участници, допринесли за негативното възприемане и противопоставянето от местните власти на събития с електронна музика;
След Ултра Музикален Фестивал 2014, където тълпа от хора без билети стъпчили охранител в първия ден, градските комисари в Маями обмислили да забранят фестивала да се провежда в града, като се позовававали на случая с тъпченето, небрежното поведение и оплакванията на жителите в центъра на града от тормоз от присъстващите. Комисарите гласували да позволят на Ултра да продължава да бъде провеждан в Маями поради положителните си икономически ефекти, при условие че организаторите му се погрижат със сигурността, употребата на наркотици и небрежното поведение на присъстващите. През 2018 г., след продължителни опасения, комисарите гласували да се предотврати провеждането на фестивала в парка Бейфронт и центъра на Маями, но впоследствие одобрили предложение за преместване на събитието на един от бариерните острови на Маями – Вирджиния Ки. След фестивала, който бил повлиян от транспортните проблеми (тъй като имало само една автомобилна връзка между Вирджиния Ки и континенталната част на Маями) и други такива, Ултра се оттеглила от споразумението и договорила споразумение за връщането си в парка Бейфронт.

### Връзка с развлекателната употреба на наркотици
Денс музиката има дълга връзка с употребата на наркотици за развлечение, особено с широк спектър от тях, категоризирани под името „клубни наркотици“. Ръсъл Смит отбелязал, че връзката между наркотици и музикални субкултури в никакъв случай не е изключителна за електронната музика, цитирайки предишни примери на музикални жанрове, които са били свързани с определени наркотици, като халюцинационен рок с ДЛК, диско музика с кокаин и пънк музика с хероин.
Метилендиоксиметамфетаминът (МДМА), известен още като екстаз, „Е“ или „Моли“, често се счита за избрания наркотик в рейв културата и също така се използва в клубове, на фестивали и домашни забави. В рейв средата, сетивните ефекти от музиката и осветлението често са силно синергични с наркотика. Халюцинационните качества на амфетамина в МДМА предлага множество причини за харесването му между потребителите в рейв средата. Някои от тях се наслаждават на усещането за масово общуване от задръжкоподтискващите ефекти на наркотика, докато други го използват като гориво за енергия на забавите поради стимулиращите му ефекти. Друг наркотик, параметоксиамфетамин (4-МА), известен още като розов екстаз, ПМА, „Смърт“ или „Д-р Смърт“, е подобен на МДМА, но може да отнеме до един час за да породи ефекти, което може да доведе до хипертермия и впоследствие – повреда на органите. Хората, които приемат ПМА, често грешат, че е определен като МДМА.
Понякога МДМА е известен с това, че се приема заедно с халюцинационни наркотици. По-често срещаните комбинации включват МДМА комбиниран с ДЛК, МДМА в комбинация с ДиЕмТи, МДМА с псилоцибинови гъби и МДМА с разграничаващия наркотик кетамин. Много потребители използват ментолови продукти, докато приемат МДМА за охлаждащия им ефект, докато изпитват ефектите на наркотика. Примерите включват ментолови цигари, Викс Вейпоръб, Найквил и смучещи се таблетки.